# 宍粟郡
- 令制国一覧 > 山陽道 > 播磨国 > 宍粟郡
- 日本 > 近畿地方 > 兵庫県 > 宍粟郡

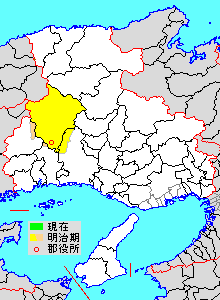
兵庫県宍粟郡の位置（薄黄：後に他郡に編入された区域）

宍粟郡（しそうぐん）は、兵庫県（播磨国）にあった郡。

## 郡域
1879年（明治12年）に行政区画として発足した当時の郡域は、下記の区域にあたる。
- 宍粟市の全域
- 姫路市の一部（安富町各町）
- たつの市の一部（新宮町奥小屋）
- 佐用郡佐用町の一部（漆野・西下野・下三河・中三河・上三河・河崎・船越）

播磨国で最も面積の大きい郡であった。

## 歴史
近世までは宍禾郡（しさわぐん）とも読まれた。

### 古代

#### 郷
『和名類聚抄』に記される郡内の郷。
- 柏野郷
  - 御名村・千本屋村・舟元村・野村・下広瀬村・中広瀬村・中井村・金屋村・段村・鶴木村・春安村・山田村・山崎村・門前村・奥小屋村・加庄村・木谷村
  - 菅野谷（市場村・高下村・青木村・塩田村）
- 比地郷
  - 蟹ヶ沢村・須賀村・中村・高所村・矢原村・三谷村・三津村・高谷村
  - 野口ノ庄（岸田村・野々上村・五十波村・田井村）
- 石作郷
- 高家郷
  - 高家村・今宿村・上寺村・小茅野村
  - 伊沢谷（生谷村・横須村・下町村・中町村・上町村・片山村・大谷村・下牧谷村・上牧谷村）
  - 都多谷（下野村・中野村・上野村）
- 伊和郷
  - 山形庄（杉ヶ瀬村・母栖村・与井村・木ノ谷村・清野村）
  - 神戸庄（島田村・安黒村・伊和村・市場村・杉行名村）
  - 染河内谷（野田村・能倉村・東河内村）
  - 安積の庄（閏賀村・西安積村・杉田村・日見谷村・下小野村・東安積村・谷村）
  - ハカノ庄（上小野村・安賀村・有賀野村・斉木村・立見村・野尻村・今市村・上野村・皆木村）
  - 引原庄（原村・引原村・鹿伏村・石亀村・道谷村・土倉村）
- 御方郷（三方郷）
  - 御方谷（生栖村・福地村・福中村・深谷村・西深村・川原田村・御方町・落山村・岸田村・井内村・草木村・黒原村・横山村・千町村・富士野村・森添村・公文村・福野村）
- 安志郷
  - 安志谷（三坂村・狭戸村・瀬川村・植木野村・塩野村・長野村・安志町・名坂村・末広村・栃原村・皆河村・三森村）
- 土万郷
  - 土万谷（庄）（土万村・塩野村・大沢村・葛根村・今出村）[1]
  - 千草谷（庄）（高巣村・東河内村・岩野辺村・西河内村・河呂村・西山村・室村・千草町・黒土村・七野村・下河野村）[2]
  - 三河谷（庄）（船越村・河崎村・上三河村・中三河村・下三河村・下野村・津野村）[3]

### 近世以降の沿革
- 「旧高旧領取調帳」に記載されている明治初年時点での支配は以下の通り。○は村内に寺社除地[4]が存在。幕府領は谷町代官所・生野代官所が管轄。（2町141村）

| 知行         | 知行                   | 村数     | 村名 |
| ------------ | ---------------------- | -------- | --- |
| 幕府領       | 幕府領（谷町代官所）   | 1町 39村 | 西塩野村、銀山村、漆野村、下野村（現・佐用郡佐用町）、上三河村、中三河村、下三河村、○河崎村、●○船越村、下河野村、七野村、○室村、○千草町、黒土村、鷹巣村、小茅野村、上ノ村、○中野村、須賀村、瀬川村、三谷村、皆河村、日見谷村、谷村、下小野村、小野村、今市村、安賀村、斉木村、東有賀村、西有賀村、上野村、皆木村、飯見村、野尻村、深河谷村、生栖村、西深村、福野村、河原田村 |
| 幕府領       | 幕府領（生野代官所）   | 23村     | 西山村、河呂村、西河内村、河内村、○岩野辺村、原村、引原村、鹿伏村、戸倉村、道谷村、福知村、三方町村、福中村、森添村、公文村、百千家満村、草木村、千町村、黒原村、井内村、岸田村、横山村、倉床村 |
| 藩領         | 播磨山崎藩             | 1町 34村 | 山崎町、下牧谷村、片山村、下町村、横須村、生谷村、三津村、神谷村、中村、高所村、今宿村、庄能村、●上寺村、山崎村、中広瀬村、下広瀬村、船本村、野村、千本屋村、中井村、加生村、高下村、市場村（現・宍粟市山崎町市場）、春安村、段村、金屋村、鶴木村、上比地村、中比地村、下比地村、御名村、宇原村、川戸村、岸田村、矢原村                                                      |
| 藩領         | 播磨三日月藩           | 16村     | 青木村、土万村、今出村、大沢村、下野村（現・宍粟市）、大谷村、奥小屋村、蟹沢村、長野村、五十波村、杉ヶ瀬村、木ノ谷村、与位村、島田村、西安積村、閏加村 |
| 藩領         | 播磨安志藩             | 16村     | 塩田村、葛根村、安志村、三森村、名坂村、末広村、栃原村、梯村、田井村、母栖村、須行名村、市場村（現・宍粟市一宮町東市場）、能倉村、東河内村、構村、杉田村 |
| 藩領         | 摂津尼崎藩             | 9村      | 上町村、中町村、東塩野村、狭戸村、三坂村、植木野村、野々上村、清野村、安黒村 |
| 藩領         | 山崎藩・三日月藩       | 1村      | 上牧谷村 |
| 藩領         | 三日月藩・安志藩       | 1村      | 野田村 |
| 幕府領・藩領 | 幕府領（谷町）・安志藩 | 1村      | 東安積村 |
| 幕府領・藩領 | 幕府領（谷町）・尼崎藩 | 1村      | 伊和村 |

- 慶応4年
  - 2月2日（1868年2月24日） - 谷町代官所の管轄地域が兵庫裁判所の管轄となる。
  - 4月19日（1868年5月11日） - 生野代官所の管轄地域が府中裁判所の管轄となる。
  - 5月23日（1868年7月12日） - 兵庫裁判所の管轄地域が兵庫県の管轄となる。
  - 7月29日（1868年9月15日） - 府中裁判所の管轄地域が久美浜県の管轄となる。
- 明治2年8月10日（1869年9月15日） - 久美浜県の管轄地域が生野県の管轄となる。
- 明治3年（1870年）11月 - 兵庫県の管轄地域が生野県の管轄となる。
- 明治4年
  - 7月14日（1871年8月29日） - 廃藩置県により、藩領が山崎県、三日月県、安志県、尼崎県の管轄となる。
  - 11月2日（1871年12月13日） - 第1次府県統合により、全域が姫路県の管轄となる。
  - 11月9日（1871年12月20日） - 飾磨県の管轄となる。
  - このころ山崎城下11町が合併して山崎町となる。
- 明治初年（2町140村）
  - 野田村が分割して旧三日月藩領が下野田村、旧安志藩領が上野田村となる。
  - 東有賀村・西有賀村が合併して有賀村となる。
  - 上町村・中町村が合併して宇野村となる。
- 明治7年（1874年） - 下小野村が小野村に合併。（2町139村）
- 明治8年（1875年）
  - 山崎郭内より鹿沢町が起立。（3町139村）
  - 2ヶ所存在した下野村が西下野村（現・佐用郡佐用町）、東下野村（現・宍粟市）にそれぞれ改称。
  - このころ東塩野村が改称して塩野村となる。
- 明治9年（1876年）8月21日 - 第2次府県統合により兵庫県の管轄となる。
- 明治12年（1879年）（3町136村）
  - 1月8日 - 郡区町村編制法の兵庫県での施行により、行政区画としての宍粟郡が発足。郡役所が山崎町に設置。
  - 西塩野村・銀山村が合併して塩山村となる。
  - 須賀村・蟹沢村が合併して須賀沢村となる。
  - 構村・東安積村が合併して安積村となる。
  - 今出村が土万村に合併。
  - 岸田村が上岸田村に、市場村（現・宍粟市一宮町東市場）が東市場村にそれぞれ改称。

### 町村制以降の沿革

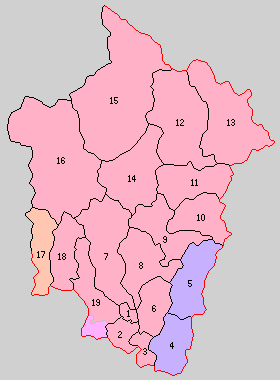
1.山崎町 2.城下村 3.戸原村 4.安師村 5.富栖村 6.河東村 7.蔦沢村 8.神野村 9.神戸村 10.染河内村 11.下三方村 12.三方村 13.繁盛村 14.西谷村 15.奥谷村 16.千種村 17.三河村 18.土万村 19.菅野村（紫：姫路市 赤：宍粟市 桃：たつの市 橙：佐用郡佐用町）

- 明治22年（1889年）4月1日 - 町村制の施行により、下記の各村が発足。特記以外は現・宍粟市。（1町18村）
  - 山崎町 ← 山田村[15]、加生村、門前村[15]、山崎村、山崎町、中広瀬村、今宿村、庄能村、上寺村、鹿沢町、横須村
  - 城下村 ← 中井村、鶴木村、段村、春安村、下広瀬村、船本村、野村、千本屋村、御名村、金屋村、上比地村、中比地村、下比地村
  - 戸原村 ← 川戸村、宇原村、下宇原村[16]
  - 安師村 ← 名坂村、三森村、安志村、長野村、塩野村、植木野村、狭戸村、三坂村、瀬川村（現・姫路市）
  - 富栖村 ← 皆河村、栃原村、末広村（現・姫路市）
  - 河東村 ← 須賀沢村、高所村、三谷村、中村、神谷村、矢原村、岸田村、野々上村
  - 蔦沢村 ← 上ノ村、小茅野村、中野村、東下野村、大谷村、上牧谷村、下牧谷村、宇野村、片山村、下町村、生谷村
  - 神野村 ← 三津村、梯村、五十波村、田井村、与位村、清野村、母栖村、杉ヶ瀬村、木ノ谷村
  - 神戸村 ← 島田村、安黒村、伊和村、須行名村、東市場村、西安積村、安積村、閏加村、杉田村
  - 染河内村 ← 下野田村、上野田村、能倉村、東河内村
  - 下三方村 ← 生栖村、深河谷村、西深村、福知村、福中村
  - 三方村 ← 福野村、河原田村、三方町村、公文村、森添村
  - 繁盛村 ← 百千家満村、上岸田村、草木村、千町村、黒原村、井内村、横山村、倉床村
  - 西谷村 ← 日見谷村、谷村、小野村、今市村、安賀村、斉木村、有賀村、上野村、皆木村
  - 奥谷村 ← 飯見村、野尻村、原村、音水鉄山[17]、引原村、鹿伏村、戸倉村、道谷村
  - 千種村 ← 西河内村、河内村、河呂村、岩野辺村、千草町、黒土村、鷹巣村、七野村、下河野村、西山村、室村
  - 三河村 ← 漆野村、西下野村、下三河村、中三河村、上三河村、河崎村、船越村（現・佐用郡佐用町）
  - 土万村 ← 葛根村、土万村、塩山村、大沢村
  - 菅野村 ← 塩田村、青木村、高下村、市場村［現・宍粟市山崎町市場］、木谷村（現・宍粟市）、奥小屋村（現・たつの市）
- 明治29年（1896年）7月1日 - 郡制を施行。
- 大正12年（1923年）4月1日 - 郡会が廃止。郡役所は存続。
- 大正15年（1926年）7月1日 - 郡役所が廃止。以降は地域区分名称となる。
- 昭和14年（1939年）4月1日 - 菅野村の一部（奥小屋）が揖保郡西栗栖村に編入。
- 昭和29年（1954年）10月1日 - 菅野村が山崎町に編入。（1町17村）
- 昭和30年（1955年）7月20日（1町10村）
  - 山崎町・城下村・戸原村・河東村・蔦沢村・神野村・土万村が合併し、改めて山崎町が発足。
  - 三河村が佐用郡中安村・徳久村と合併して佐用郡南光町が発足。
- 昭和31年（1956年）
  - 4月1日 - 神戸村・染河内村・下三方村が合併して一宮町が発足。（2町7村）
  - 7月1日 - 安師村・富栖村が合併して安富町が発足。（3町5村）
  - 9月30日（4町1村）
    - 一宮町・三方村・繁盛村が合併し、改めて一宮町が発足。
    - 西谷村・奥谷村が合併して波賀町が発足。
- 昭和35年（1960年）1月1日 - 千種村が町制施行して千種町となる。（5町）
- 平成17年（2005年）4月1日 - 一宮町・千種町・波賀町・山崎町が合併して宍粟市が発足し、郡より離脱。（1町）
- 平成18年（2006年）3月27日 - 安富町が姫路市に編入。同日宍粟郡消滅。

### 変遷表
| 明治22年以前 | 明治22年4月1日 | 明治22年 - 昭和19年                  | 昭和20年 - 昭和29年          | 昭和30年 - 昭和63年                                       | 昭和30年 - 昭和63年                                       | 平成1年 - 現在                                                      | 現在     |
| ------------ | -------------- | ------------------------------------ | ---------------------------- | --------------------------------------------------------- | --------------------------------------------------------- | ------------------------------------------------------------------- | -------- |
|              | 菅野村         | 昭和14年4月1日 揖保郡 西栗栖村に編入 | 昭和26年4月1日 揖保郡新宮町  | 揖保郡新宮町                                              | 揖保郡新宮町                                              | 平成17年10月1日 たつの市                                            | たつの市 |
|              | 菅野村         | 昭和14年4月1日 菅野村                | 昭和29年10月1日 山崎町に編入 | 昭和30年7月20日 山崎町                                    | 昭和30年7月20日 山崎町                                    | 平成17年4月1日 宍粟市                                               | 宍粟市   |
|              | 山崎町         | 山崎町                               | 山崎町                       | 昭和30年7月20日 山崎町                                    | 昭和30年7月20日 山崎町                                    | 平成17年4月1日 宍粟市                                               | 宍粟市   |
|              | 城下村         | 城下村                               | 城下村                       | 昭和30年7月20日 山崎町                                    | 昭和30年7月20日 山崎町                                    | 平成17年4月1日 宍粟市                                               | 宍粟市   |
|              | 戸原村         | 戸原村                               | 戸原村                       | 昭和30年7月20日 山崎町                                    | 昭和30年7月20日 山崎町                                    | 平成17年4月1日 宍粟市                                               | 宍粟市   |
|              | 河東村         | 河東村                               | 河東村                       | 昭和30年7月20日 山崎町                                    | 昭和30年7月20日 山崎町                                    | 平成17年4月1日 宍粟市                                               | 宍粟市   |
|              | 蔦沢村         | 蔦沢村                               | 蔦沢村                       | 昭和30年7月20日 山崎町                                    | 昭和30年7月20日 山崎町                                    | 平成17年4月1日 宍粟市                                               | 宍粟市   |
|              | 神野村         | 神野村                               | 神野村                       | 昭和30年7月20日 山崎町                                    | 昭和30年7月20日 山崎町                                    | 平成17年4月1日 宍粟市                                               | 宍粟市   |
|              | 土万村         | 土万村                               | 土万村                       | 昭和30年7月20日 山崎町                                    | 昭和30年7月20日 山崎町                                    | 平成17年4月1日 宍粟市                                               | 宍粟市   |
|              | 神戸村         | 神戸村                               | 神戸村                       | 昭和31年4月1日 一宮町                                     | 昭和31年9月30日 一宮町                                    | 平成17年4月1日 宍粟市                                               | 宍粟市   |
|              | 染河内村       | 染河内村                             | 染河内村                     | 昭和31年4月1日 一宮町                                     | 昭和31年9月30日 一宮町                                    | 平成17年4月1日 宍粟市                                               | 宍粟市   |
|              | 下三方村       | 下三方村                             | 下三方村                     | 昭和31年4月1日 一宮町                                     | 昭和31年9月30日 一宮町                                    | 平成17年4月1日 宍粟市                                               | 宍粟市   |
|              | 三方村         | 三方村                               | 三方村                       | 三方村                                                    | 昭和31年9月30日 一宮町                                    | 平成17年4月1日 宍粟市                                               | 宍粟市   |
|              | 繁盛村         | 繁盛村                               | 繁盛村                       | 繁盛村                                                    | 昭和31年9月30日 一宮町                                    | 平成17年4月1日 宍粟市                                               | 宍粟市   |
|              | 西谷村         | 西谷村                               | 西谷村                       | 昭和31年9月30日 波賀町                                    | 昭和31年9月30日 波賀町                                    | 平成17年4月1日 宍粟市                                               | 宍粟市   |
|              | 奥谷村         | 奥谷村                               | 奥谷村                       | 昭和31年9月30日 波賀町                                    | 昭和31年9月30日 波賀町                                    | 平成17年4月1日 宍粟市                                               | 宍粟市   |
|              | 千種村         | 千種村                               | 千種村                       | 昭和35年1月1日 町制 千種町                                | 昭和35年1月1日 町制 千種町                                | 平成17年4月1日 宍粟市                                               | 宍粟市   |
|              | 安師村         | 安師村                               | 安師村                       | 昭和31年7月1日 安富町                                     | 昭和31年7月1日 安富町                                     | 平成18年3月27日 姫路市に編入                                        | 姫路市   |
|              | 富栖村         | 富栖村                               | 富栖村                       | 昭和31年7月1日 安富町                                     | 昭和31年7月1日 安富町                                     | 平成18年3月27日 姫路市に編入                                        | 姫路市   |
|              | 三河村         | 三河村                               | 三河村                       | 昭和30年7月20日 合併（佐用郡徳久村、中安村） 佐用郡南光町 | 昭和30年7月20日 合併（佐用郡徳久村、中安村） 佐用郡南光町 | 平成17年10月1日 合併（佐用郡佐用町、三日月町、上月町） 佐用郡佐用町 | 佐用町   |

## 行政
歴代郡長
| 代 | 氏名 | 就任年月日               | 退任年月日                | 備考                   |
| -- | ---- | ------------------------ | ------------------------- | ---------------------- |
| 1  |      | 明治12年（1879年）1月8日 |                           |                        |
|    |      |                          | 大正15年（1926年）6月30日 | 郡役所廃止により、廃官 |